# Darko Vukić
Darko Vukić est un footballeur international croate né le 2 décembre 1968 à Zagreb en Yougoslavie (aujourd'hui en Croatie).

## Biographie
Il a joué notamment au NK Zagreb, il a également fait une apparition en France avec le Nîmes Olympique.
De 1997 à 2001, il a joué au Mexique.